# Liste der Kulturdenkmale in Gaggenau

In der Liste der Kulturdenkmale in Gaggenau sind Bau- und Kunstdenkmale der Stadt Gaggenau verzeichnet, die im „Verzeichnis der unbeweglichen Bau- und Kunstdenkmale und der zu prüfenden Objekte“ des Landesamts für Denkmalpflege Baden-Württemberg verzeichnet sind. Dieses Verzeichnis ist nicht öffentlich und kann nur bei „berechtigtem Interesse“ eingesehen werden. Die folgende Liste ist daher nicht vollständig.

## Legende
- Bild: Zeigt ein ausgewähltes Bild aus Commons, „Weitere Bilder“ verweist auf die Bilder im Medienarchiv Wikimedia Commons.
- Bezeichnung: Nennt den Namen, die Bezeichnung oder die Art des Kulturdenkmals.
- Lage: Straßenname und Hausnummer oder Flurstücknummer des Kulturdenkmals, gegebenenfalls auch den Ortsteil. Die Grundsortierung der Liste erfolgt nach dieser Adresse. Der Link (Karte) führt zu verschiedenen Kartendiensten mit der Position des Kulturdenkmals. Fehlt dieser Link, wurden die Koordinaten noch nicht eingetragen. Sind diese bekannt, können sie über ein Tool mit einer Kartenansicht einfach nachgetragen werden. In dieser Kartenansicht sind Kulturdenkmale ohne Koordinaten mit einem roten bzw. orangen Marker dargestellt und können durch Verschieben auf die richtige Position in der Karte mit Koordinaten versehen werden. Kulturdenkmale ohne Bild sind an einem blauen bzw. roten Marker erkennbar.
- Datierung: Baubeginn, Fertigstellung, Datum der Erstnennung oder grobe zeitliche Einordnung entsprechend des Eintrags in der zuständigen Denkmaldatenbank (Landesamt für Denkmalpflege Baden-Württemberg).
- Beschreibung: Kurzcharakteristik des Kulturdenkmals.

## Kulturdenkmale der Stadt Gaggenau
| Bild           | Bezeichnung                               | Lage                                     | Datierung | Beschreibung | ID |
| -------------- | ----------------------------------------- | ---------------------------------------- | --------- | --- | -- |
| Weitere Bilder | Schloss Rotenfels                         | Bad Rotenfels, Badstraße 1 (Karte)       | 1818–1827 | Schloss Rotenfels, langgestreckter Schlossbau mit Portikus auf hohem Sockelgeschoss, 1818 bis 1827 entstanden aus Umbau der bestehenden Steinzeugfabrik durch Friedrich Weinbrenner, die im rechten Winkel zum Hauptbau angeordneten Wirtschaftsgebäude 1827 neu erbaut |    |
| Weitere Bilder | Kath. Pfarrkirche St. Nikolaus            | Selbach, Brunnenstraße 85 (Karte)        | 1756–1911 | Kath. Pfarrkirche St. Nikolaus, sieben Achsen langer Saalbau mit Dreiseitchor, Krüppelwalmdach, Dachreiter und Treppenturm an der Nordseite, 1756/58 nach Plänen von Johann Peter Ernst Rohrer und Franz Ignaz Krohmer, erweitert 1911 durch Johannes Schroth, im Inneren Altäre und Orgelempore Mitte 18. Jahrhundert |    |
| Weitere Bilder | Kath. Pfarrkirche St. Anna                | Sulzbach, Dorfstraße 79 (Karte)          | 1882–1884 | Kath. Pfarrkirche St. Anna, neoromanischer zweischiffiger Sandsteinbau mit basilikalem Querschnitt, eingezogenem 7/10-Chor und seitlichem Glockenturm, 1882/84 von Adolf Williard im Auftrag des Erzbischöflichen Bauamts Karlsruhe anstelle der im späten 17. Jahrhundert errichteten Annenkapelle |    |
| Weitere Bilder | Kath. Pfarrkirche St. Jodokus             | Ottenau, Friedhofstraße 4 (Karte)        | 1903–1906 | Kath. Pfarrkirche St. Jodokus, dreischiffige neogotische Hallenkirche mit eingezogenem 3/8-Chor, viergeschossiger Turm, Innenausstattung fast vollständig erhalten, 1903 von Johannes Schroth entworfen und bis 1906 ausgeführt |    |
| Weitere Bilder | Kath. Pfarrkirche St. Joseph              | Hauptstraße 53 (Karte)                   | 1899–1950 | Kath. Pfarrkirche St. Joseph, neoromanische Basilika mit Querhaus und Frontturm, halbrunde Apsis, 1899-1901 von Johannes Schroth, 1944 weitgehend zerstört, 1949/50 mit verändertem Turmhelm wieder aufgebaut |    |
| Weitere Bilder | Rathaus                                   | Hauptstraße 71 (Karte)                   | 1957–1958 | Rathaus, moderner Verwaltungsbau in der Tradition des Bauhauses, mit Natursteinplatten verkleideter, zwei- bis sechsgeschossiger Gebäudekomplex mit Flachdächern, verglaster Lichthof und Foyer, Ratssaal und Trauzimmer, künstlerische Innenausstattung Farbglaswände von Prof. H. Kuhn aus Düsseldorf-Kaiserswerth (Ausführung W. Derix); Planung durch den Gaggenauer Architekten Karl Kohlbecker (1906-1982), 1957 begonnen, 1958 eingeweiht (Sachgesamtheit) |    |
| Weitere Bilder | Kath. Pfarrkirche Maria Hilf und Friedhof | Moosbronn, Herrenalber Straße 16 (Karte) | 1746–1768 | Kath. Pfarrkirche Maria Hilf und Friedhof, Frontturmkirche, Saalbau mit eingezogenem Chor, im Inneren geschweifte Orgelempore auf Holzstützen, Ausstattung meist zeitgenössisch, 1746–49 nach Plänen von Franz Ignaz Krohmer, Vollendung des Turms 1768; Der die Kapelle umgebende Friedhof wurde 1715 geweiht, bis 1870 genutzt, alte Bruchsteinumfassungsmauer und einige wertvolle Grabsteine des 18. und 19. Jahrhunderts erhalten                            |    |
| Weitere Bilder | Kath. Pfarrkirche St. Johannes Nepomuk    | Hörden, Klingelbergstraße 11 (Karte)     | 1892–1894 | Kath. Pfarrkirche St. Johannes Nepomuk, neogotischer Sandsteinbau, dreischiffige Basilika mit eingezogenem Dreiseitchor und Turm zwischen nördlichem Seitenschiff und Chor, 1892–94 nach Plänen des Architekten Franz Jacob Schmitt erbaut |    |
| Weitere Bilder | Haus Kast                                 | Hörden, Landstraße 43 (Karte)            | 1592–1594 | Wohnhaus Haus Kast, Steinbau, Inschrift mit Bezeichnung 1594, großer Torbogen zum Nachbarhaus, im Fries die Kastschen Schifferzeichen und die Jahreszahl 1592 |    |
| Weitere Bilder | Kath. Pfarrkirche St. Laurentius          | Bad Rotenfels, Murgtalstraße 23 (Karte)  | 1762–1872 | Kath. Pfarrkirche St. Laurentius, einschiffiger Saalbau mit Frontturm und eingezogenem Dreiseitchor, 1762/66 anstelle eines Vorgängerbaus wahrscheinlich unter der Leitung von Franz Ignaz Krohmer erbaut unter Beibehaltung des alten Turms, dieser mit einem Achteckaufbau mit Kuppel und Laterne im Stil des späten 18. Jahrhunderts ausgestattet, 1872 erste große Renovierung, Anfang 20. Jahrhundert Erneuerung der Innenausstattung                        |    |